# Klaus-Peter Thaler
Klaus-Peter Thaler (Eckmannshausen, 14 mei 1949) is een voormalig Duits wielrenner. Hij was beroepsrenner tussen 1976 en 1988 en deed naast wegwielrennen ook succesvol aan veldrijden. In die discipline werd hij tweemaal wereldkampioen en vele malen kampioen van Duitsland. In 1984 was hij bondcoach van het West-Duitse wielerteam op de Olympische Spelen in Los Angeles. Daarna reed hij nog een aantal succesvolle seizoenen als actieve veldrijder.

## Belangrijkste overwinningen
1973
 Wereldkampioen veldrijden, Amateurs
Grote Prijs van Lillers
1976
 Duits kampioen veldrijden, Elite
1977
 Duits kampioen veldrijden, Elite
1e etappe Deel B Ruta del Sol
1978
 Duits kampioen veldrijden, Elite
1979
1e etappe Critérium du Dauphiné Libéré
 Duits kampioen veldrijden, Elite
1980
5e etappe Parijs-Nice
1982
 Duits kampioen veldrijden, Elite
1985
 Wereldkampioen veldrijden, Elite
1986
 Duits kampioen veldrijden, Elite
1987
 Wereldkampioen veldrijden, Elite
 Duits kampioen veldrijden, Elite
1988
 Duits kampioen veldrijden, Elite

## Resultaten in voornaamste wedstrijden
| Jaar | Ronde van Italië | Ronde van Frankrijk | Ronde van Spanje |
| ---- | ---------------- | ------------------- | ---------------- |
| 1977 |                  | buiten tijd (1)     | ↑                |
| 1978 |                  | 35e (1)             |                  |
| 1979 |                  |                     |                  |
| 1980 |                  | 37e                 | opgave (1)       |
| 1981 |                  | 49e                 |                  |
| 1982 |                  | 90e                 |                  |

| Jaar | Milaan-San Remo | Ronde van Vlaanderen | Parijs-Roubaix | Amstel Gold Race |  | WK op de weg |
| ---- | --------------- | -------------------- | -------------- | ---------------- |  | ------------ |
| 1977 | 17e             |                      |                |                  |  |              |
| 1978 | 26e             |                      |                | 18e              |  | 12e          |
| 1979 |                 |                      |                |                  |  | 11e          |
| 1980 | 8e              |                      |                |                  |  |              |
| 1981 | 12e             |                      | 42e            |                  |  | 12e          |
| 1982 |                 | 20e                  | 27e            |                  |  | 8e           |